# Альбрехт Вольфганг (граф Гогенлое-Лангенбурзький)
Альбрех Вольфганг Гогенлое-Лангенбурзький (нім. Albrecht Wolfgang, Graf zu Hohenlohe-Langenburg; нар. 6 липня 1659 — пом. 7 квітня 1715) — представник німецької знаті XVII—XVIII століття, граф Гогенлое-Лангенбурзький.

## Біографія
Альбрехт Вольфганг народився 6 липня 1659 року у Лангенбурзі. Він був первістком в родині графа Гогенлое-Лангенбурзького Генріха Фрідріха та його другої дружини Юліани Доротеї Кастелл-Ремлінгенської.
У віці 27 років Альбрехт Вольфганг узяв за дружину Софію Амалію Нассау-Саарбрюкенську. Весілля відбулося 22 серпня 1686 у Лангенбурзі. У подружжя народилося дванадцятеро дітей.
Альбрехт Вольфганг пішов з життя 7 квітня 1715 у Лангенбурзі у віці 55 років. Там і похований.

## Родина
Дружина — Софія Амалія Нассау-Саарбрюкенська
Діти:
- Елеонора Юліана (1687—1701) — померла у віці 14 років;
- Фрідріх Людвіг (18—24 серпня) — помер невдовзі після народження;
- Софія Шарлотта (1690—1691) — померла немовлям;
- Філіп (1692—1699) — помер в дитячому віці;
- Крістіана (1693—1695) — померла в дитячому віці;
- Людвіг (1696—1765) — наступний граф цу Гогенлое-Лангенбург, був одружений з Елеонорою Нассау-Саарбрюкенською, мав тринадцятеро дітей;
- Шарлотта (1697—1743);
- Крістіан (1699—1719) — помер у віці 20 років;
- Альбертіна (1701—1773) — була одружена з князем цу Гогенлое-Інґельфінген Філіпом Генріхом, мала шестеро дітей;
- Софія Фредеріка (1702—1734);
- Генрієтта (1704—1709) — померла в дитячому віці;
- Фрідріх Карл (1706—1718) — помер в дитячому віці.